# Rivalität zwischen Köln und Düsseldorf
Als Rivalität zwischen Köln und Düsseldorf oder Rivalität zwischen Düsseldorf und Köln wird das Konkurrenzverhältnis zwischen den beiden Großstädten im Rheinland bezeichnet, die knapp 40 Kilometer voneinander entfernt am Rhein liegen. Diese Rivalität wird zwar auf sportlicher und kultureller Ebene als „Feindschaft“ folkloristisch zelebriert, basiert aber auf historischen und wirtschaftlichen Fakten. Während sich das größere Köln aus einer römischen Kolonie und späteren Freien Reichsstadt entwickelte, ist die aus einer kleinen mittelalterlichen Ansiedlung entstandene, neuzeitliche Residenzstadt Düsseldorf heute die Hauptstadt des Landes Nordrhein-Westfalen.

## Geschichte

### Schlacht von Worringen

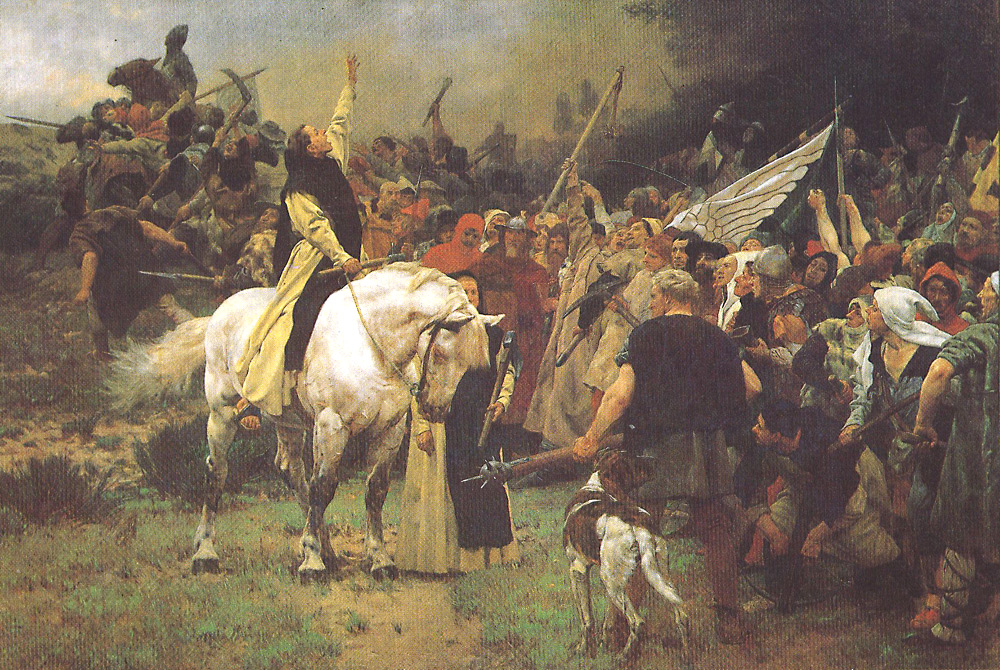
Mit dem Historiengemälde Walter Dodde und die bergischen Bauern bei der Schlacht bei Worringen schuf der Düsseldorfer Maler Peter Janssen der Ältere ein eingängiges Bild für den Gründungsmythos der Stadt Düsseldorf. Demnach geht deren Stadtgründung und Aufstieg auf den tapferen Kampf bergischer Bauern gegen den Kölner Erzbischof zurück.

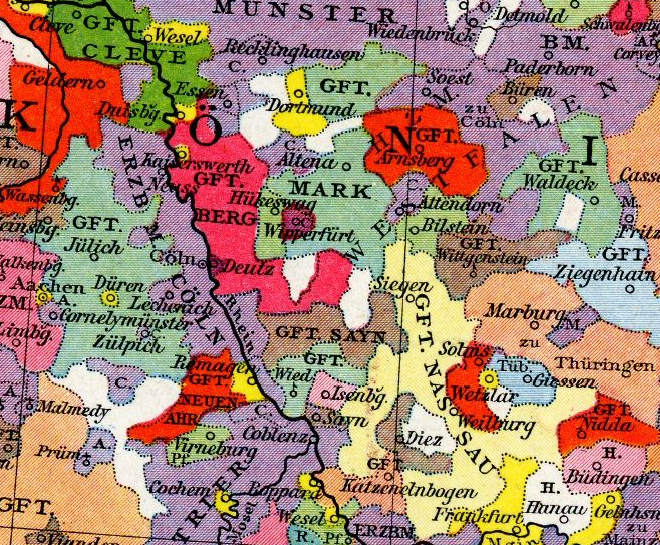
Atlasausschnitt für das 13. Jahrhundert: Während Köln eingezeichnet ist, findet sich im Raum Düsseldorf nur das heute zur Stadt gehörende Kaiserswerth auf der Landkarte.

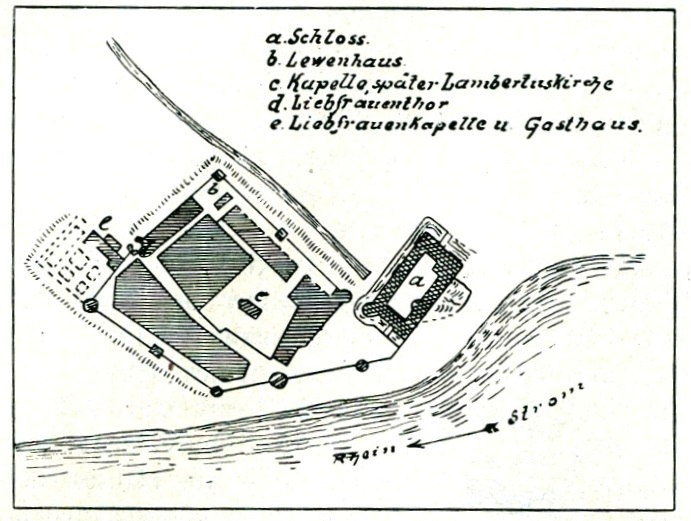
Plan von Düsseldorf (um 1288)

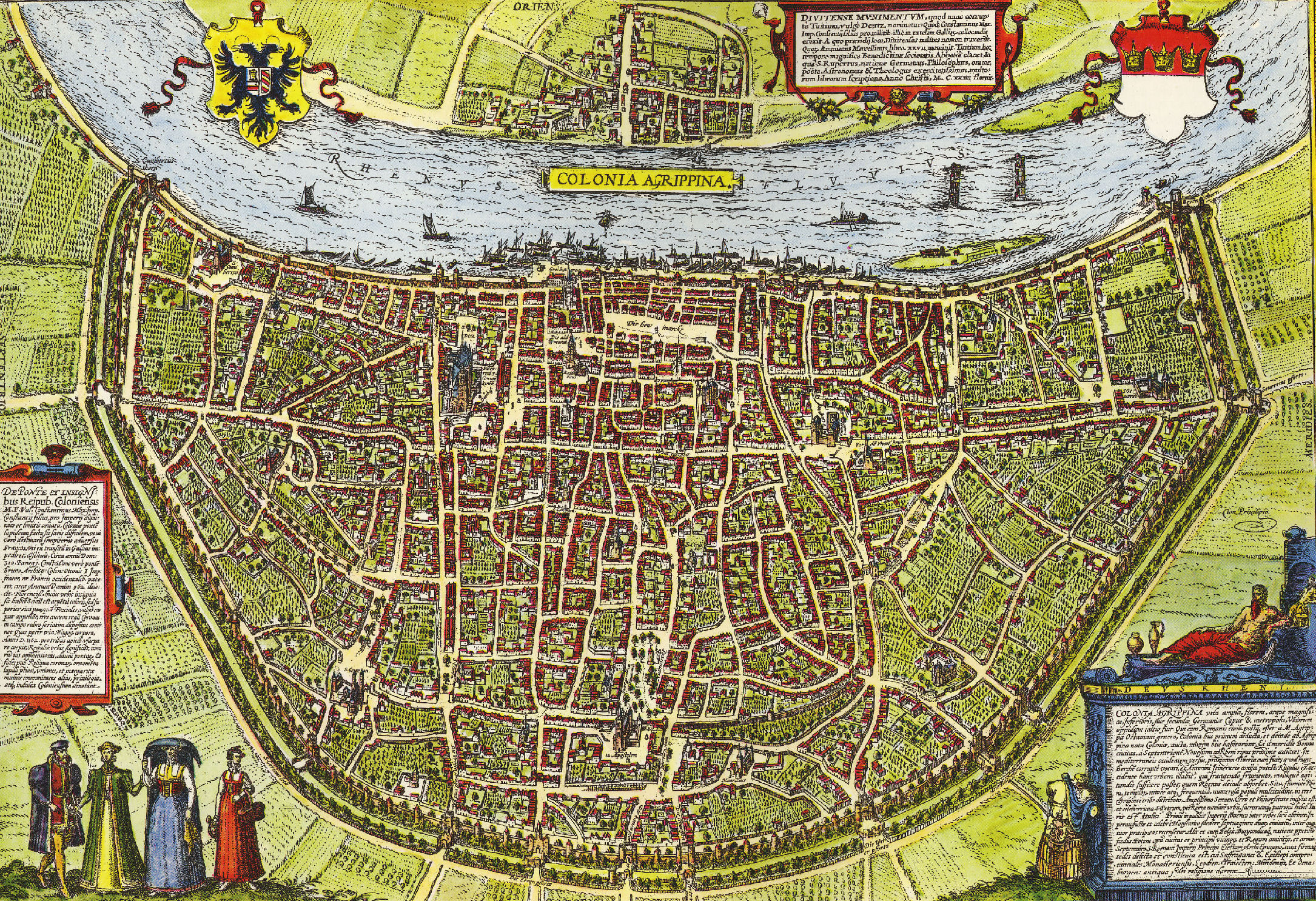
Köln im 16. Jahrhundert

Als Wurzel der Feindschaft zwischen den beiden Städten wird gemeinhin die Schlacht von Worringen am 5. Juni 1288 angeführt, was jedoch als Legende anzusehen ist.
Bei dieser Schlacht standen sich im Limburger Erbfolgestreit Siegfried von Westerburg, der damalige Erzbischof von Köln, und Herzog Johann I. von Brabant nördlich von Köln gegenüber. Auf Seiten des Brabanter Herzogs kämpften unter anderen Graf Adolf von Berg, die Kölner Bürger sowie ein Heer von Bauern aus dem Bergischen. Unter den Letzteren mögen sich auch einige Bewohner des Dorfes im Mündungsgebiet der Düssel befunden haben, was jedoch nicht als sicher gilt. Während Köln zu jener Zeit schon eine mittelalterliche Großstadt mit mehr als 20.000 Einwohnern und als ursprünglich römische Gründung über 1200 Jahre alt war, war Düsseldorf bis dahin eine kleinere Ansiedlung in der Grafschaft Berg mit geschätzten 200 bis 400 Einwohnern. Die Bewohner der beiden ungleichen Ortschaften kämpften demgemäß in dieser Schlacht nicht – wie häufig dargestellt – gegeneinander, sondern Seite an Seite.
Vom Ausgang der Schlacht profitierten beide Orte: Nach der Niederlage des Erzbischofs gehörte Köln nicht mehr zu dessen Erzstift, und der Erzbischof selbst durfte die Stadt nur noch zu religiösen Handlungen betreten. Düsseldorf wiederum erhielt von Herzog Adolf von Berg am 14. August 1288 die Stadtrechte, allerdings nicht aus „Dankbarkeit“, wie kolportiert wird. Der Herrscher hatte die strategisch gute Lage des Dorfes auf einer hochwassergeschützten Landzunge erkannt, und der Rhein bildete eine natürliche Sicherung der westlichen Grenze sowie ein Bollwerk gegen das weiterhin erzbischöfliche und seinerzeit deutlich größere Neuss.

### Mittelalter und frühe Neuzeit

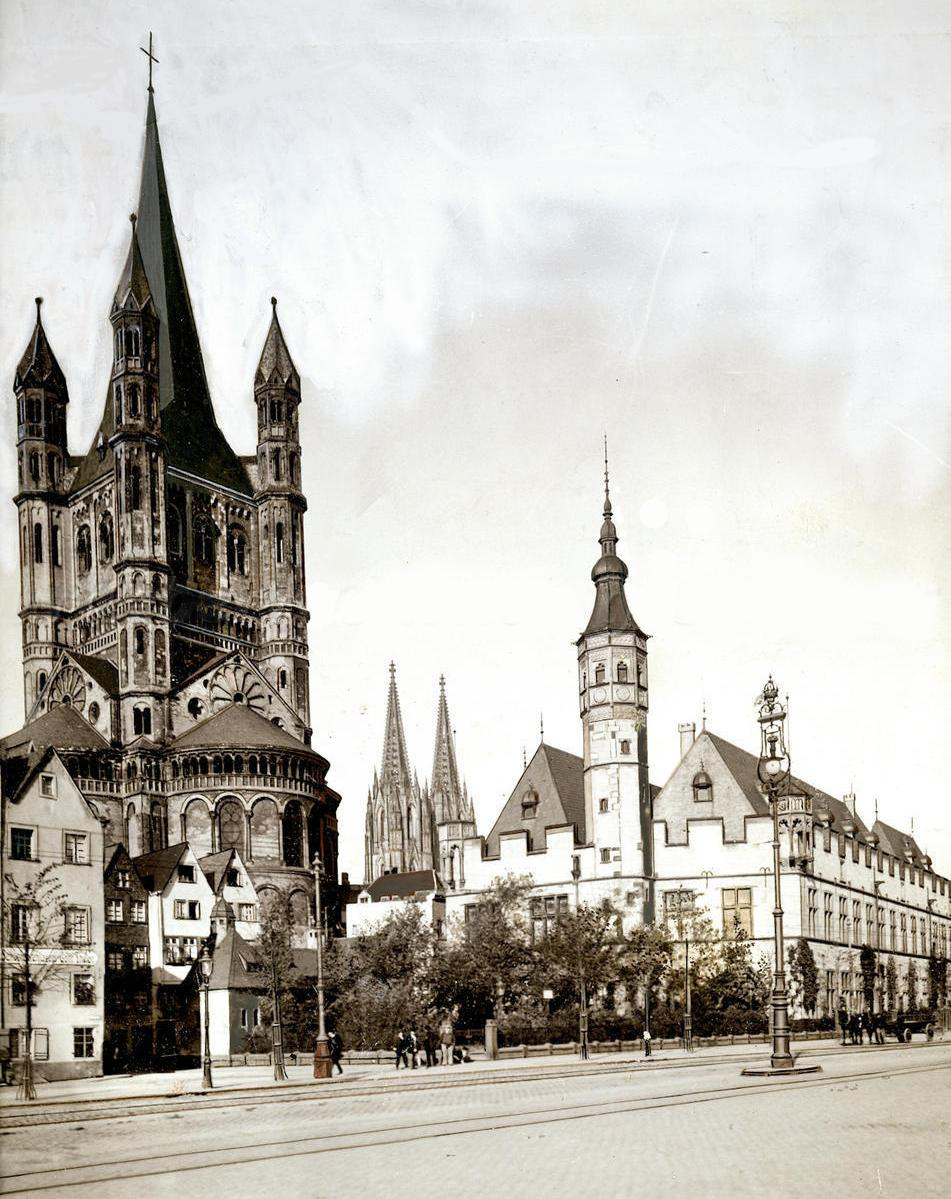
Das bis heute existierende Stapelhaus (r.) in Köln (1900)

Köln war im 13. Jahrhundert die „unumstrittene Metropole Deutschlands“ mit Handelsbeziehungen in viele europäische Länder, die mit einer Größe „von etwa 20.000–25.000 Einwohnern an der Spitze aller deutschen Städte lag“. Nachdem 1164 die Reliquien der Heiligen Drei Könige in die Stadt gekommen waren, für die ab 1248 ein großartiger Dom gebaut wurde, entwickelte sich Köln zudem zu einer bedeutenden Pilgerstadt. 1475 wurde Köln zur Freien Reichsstadt erhoben. 1499 formulierte Johann Koelhoff der Jüngere in seiner Chronik das damalige Selbstverständnis der Stadt: „Cöllen eÿn Kroÿn – Boven allen steden schoÿn“ („Köln eine Krone – Über allen Städten schön“).
Eine maßgebliche Ursache für die starke wirtschaftliche Position der Stadt war das sogenannte Stapelrecht, das den Kölnern 1259 von Erzbischof Konrad von Hochstaden verbrieft wurde. Dieses Recht schrieb vor, dass Waren, die auf dem Rhein verschifft wurden, erst in Köln „gestapelt“ (umgeladen und gelagert) werden mussten und die Kölner ein Vorkaufsrecht hatten. Dieses Stapelrecht wurde über die Jahrhunderte weiter ausgebaut, sowohl territorial als auch in Bezug auf die Anzahl der Waren. Räumlich erreichte das Recht im 18. Jahrhundert eine Ausdehnung von etwa 70 bis 80 Kilometern rheinabwärts und 30 Kilometer rheinaufwärts. Von dieser Situation wurde auch die Düsseldorfer Wirtschaft in Mitleidenschaft gezogen.
Allgemein gehörte den Städten am Rhein aber die Zukunft, da im 14. Jahrhundert der Transport von Waren auf dem Fluss zunahm. Herzog Wilhelm von Berg (1348–1408) erkannte die Zeichen der Zeit und begann, Düsseldorf auszubauen und zu vergrößern, so dass die Stadt im 16. Jahrhundert 1500 bis 2000 Einwohner hatte. Er ließ ein neues Gebäude für die Lambertuskirche errichten, stattete das zugehörige Stift mit Reliquien aus, um die Stadt als Wallfahrtsort attraktiv zu machen, vervollständigte die Befestigung als Steinmauer und ließ die Burg als Herrschaftssitz ausbauen. Finanzielles Standbein dabei war das ihm vom König verliehene Recht, den bergischen Rheinzoll zu erheben, ein Privileg, das er gegen Widerstände aus Köln schließlich erfolgreich durchsetzte. Unter den Nachfahren Wilhelms kam die Entwicklung Düsseldorfs allerdings zu einem Stillstand.
Im 16. Jahrhundert verlor Köln seine wirtschaftliche Vormachtstellung, da die von einem Festungsring umschlossene Stadt ohne Hinterland an alten Handelsstrukturen festhielt, mit denen sie sich immer weniger gegen die erstarkenden Territorialherrschaften durchsetzen konnte. Köln war „weitgehend auf die Verteidigung des Erreichten und die Verwaltung des Bestehenden bedacht, anstatt auf Innovation und Fortschritt zu setzen“. Als Hemmnis für den Handel erwiesen sich eine in Kriegs- und Krisenzeiten angehäufte Verschuldung sowie die religiöse Intoleranz der Kölner: Das „Heilige Köln“ (et hillije Kölle) war die einzige Reichsstadt, die am katholischen Glauben festhielt. Diese Intoleranz zwang protestantische Bürger – wie etwa im Jahr 1714 neun wohlhabende Kaufmannsfamilien –, über den Rhein in bergisches Territorium zu ziehen, zu dem auch Düsseldorf gehörte, wo sie blühende Manufakturen und Handelshäuser begründeten. Weithin sichtbares Symbol für den wirtschaftlichen Niedergang war der Domkran am unfertigen Kölner Dom, an dem aus Geldmangel seit den 1530er Jahren nicht mehr weitergebaut wurde. Laut Reisebeschreibungen waren zu dieser Zeit die Häuser in Köln in sehr schlechtem Zustand und der Anteil der Armen an der Bevölkerung vergleichsweise hoch.
Düsseldorf, ab 1614 nach Unterbrechungen erneut Residenzstadt der Herzöge von Jülich-Berg, entfaltete sich hingegen in diesen Jahren: „Als politisch, wirtschaftlich, militärisch und gesellschaftlich vom Fürsten abhängige, auf die Hofhaltung und fürstliche Verwaltung hin konzentrierte Stadt bot Düsseldorf ein völlig anderes Bild als Köln.“ Unter Johann Wilhelm II. (Jan Wellem genannt) und seiner Frau Anna Maria aus der italienischen Familie der Medici hatte Düsseldorf eine Glanzzeit, da der Fürst, ab 1690 als Kurfürst im Düsseldorfer Schloss residierend, die Stadt weiter vergrößerte und ausbaute sowie seinen Hofstaat aufstockte, was weitere Adlige in die Stadt zog. Auch entwickelte Jan Wellem die Infrastruktur der Stadt weiter, indem er Straßen pflastern und beleuchten ließ und die Gründung von Post- und Schifffahrtslinien sowie Manufakturen förderte; das Kurfürstenpaar baute eine Gemäldegalerie auf, förderte die Ansiedlung renommierter Künstler und ließ ab 1694 aus eigenen Mitteln – darunter der Mitgift von Anna Maria in Höhe von 400.000 Reichstalern – ein Opernhaus errichten.
Nach Jan Wellems Tod im Jahre 1716 gab es einen kurzen wirtschaftlichen Einbruch in Düsseldorf, von dem sich die Stadt unter Fürst Karl Theodor (1724–1799) aber wieder erholte: „Im Gegensatz zu Köln, wo jede Neuerung auf den starken Widerstand der in den Gaffeln [Zünfte der Handwerker] organisierten Bürgerschaft stieß und sich nur wenige fortschrittliche Kaufleute für Reformen einsetzten, förderten in Düsseldorf aufgeklärte Politiker der Regierung eine liberale Wirtschaftsentwicklung.“
1786 widersprach der Düsseldorfer Produzent des „Mostert“ (scharfer Senf), Johann Cornelius Bergrath, einer Anzeige im Kölnischen Stadtboten, dass in der Kölner Schildergasse „wahrer Düsseldorfer Mostert […] zu haben seye“, und wies zudem darauf hin, woran „der ächte ohnverfälschte Düsseldorfer Mostardt“ zu erkennen sei. Übrigens befand sich seine Düsseldorfer Senffabrik später im Haus „Stadt Köln“. Eau de Cologne hingegen wurde ohne Protest auch in Düsseldorf hergestellt, und zwar von der Düsseldorfer Linie der Familie Farina.

### Napoleon und Preußen
1794 wurde Köln von den Truppen des revolutionären Frankreich besetzt, im Jahr darauf Düsseldorf. Während Köln wie das gesamte linke Rheinufer Teil Frankreichs wurde, blieb Düsseldorf bis 1801 besetzt. 1806 wurde es Hauptstadt des neuen Großherzogtums Berg unter Napoleons Schwager Joachim Murat.
Je mehr Kölns eigene Wirtschaftskraft nachgelassen hatte, desto wichtiger war der Stadt das mittelalterliche Stapelrecht geworden. Im 18. Jahrhundert war es so essentiell geworden, dass es das wichtigste Element ihres wirtschaftspolitischen Handelns darstellte. Kölns Position erschien jedoch gefährdet, als auf dem Rastatter Kongress die Beschlüsse des Friedens von Campo Formio und die Abtretung des linken Rheinufers an Frankreich konkretisiert werden sollten und dabei auch ernsthafte Diskussion über die Abschaffung der Zölle und Stapelrechte auf dem Rhein begannen. Wegen des Ausbruchs des Zweiten Koalitionskriegs brach man die Verhandlungen allerdings zunächst ab.
Der Frieden von Lunéville, der die tiefste Linie der Rheinsohle 1801 als Staatsgrenze Frankreichs festlegte, sowie die Einführung des französischen Zollsystems an dieser Grenze ab 1798 führten in der Franzosenzeit dazu, dass sich der Umschlag im Düsseldorfer Hafen positiv und Düsseldorf sich trotz formal fortbestehendem Stapelrecht Kölns bis 1806 immerhin zum Endpunkt des Niederlandehandels entwickelte. Durch die Zollgrenze brachen den Produzenten aus dem Rechtsrheinischen allerdings die linksrheinischen Märkte weg, während den Kölnern der gesamte französische Raum für den zollfreien Handel offen stand. Das Kölner Stapelrecht blieb bestehen, um der nun französischen Stadt die Einnahmen daraus zu sichern; die strenge Zunftordnung hingegen, die die Kölner Wirtschaft und Gesellschaft über Jahrhunderte geprägt hatte, wurde aufgehoben.

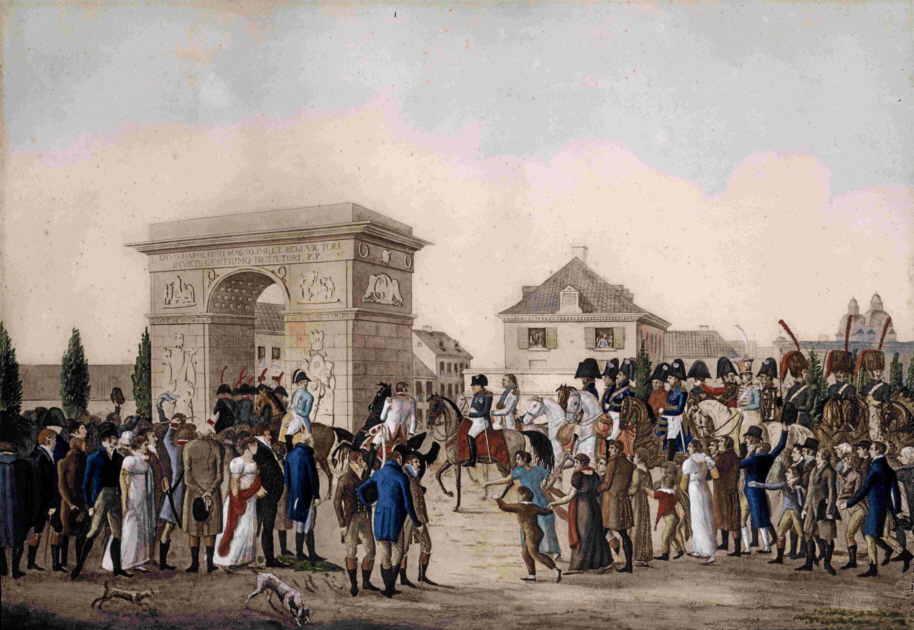
Einzug Napoleons in Düsseldorf am 3. November 1811

Ab dem 2. November 1811 hielt sich Kaiser Napoleon drei Tage in Düsseldorf auf. Mit militärischen Ehren und einer Nachbildung des Arc de Triomphe wurde er dort besonders festlich empfangen. Für seinen Staatsbesuch war Schloss Jägerhof als herrscherliche Residenz hergerichtet worden. Napoleons Minister Pierre-Louis Roederer schrieb seiner Frau, dass die Feierlichkeiten in Düsseldorf die glanzvollsten der Staatsreise des Kaisers gewesen seien, und bezeichnete die Stadt als Klein-Paris.
Von Düsseldorf reiste Napoleon nach Köln weiter, wo er gesagt haben soll: „Geht nach Düsseldorf und lernt dort, wie man einen Kaiser empfängt.“ Anlass für diesen (nicht verbürgten) Ausspruch soll gewesen sein, dass die Kölner Probleme hatten, genügend Männer für die Ehrengarde zum Empfang zusammenzubekommen. Die Hoffnung der Düsseldorfer, der französische Staat werde nach dieser Visite die Belastungen durch Zoll und Steuern ermäßigen, erfüllte sich jedoch nicht. Zudem fielen 90 Prozent der Düsseldorfer Männer, die für Napoleons Armee rekrutiert worden waren, in den von ihm geführten Kriegen.
Napoleons Besuch hatte allerdings positive städtebauliche Auswirkungen auf Düsseldorf. Wenige Tage nach seinem Besuch erließ der Kaiser das sogenannte „Verschönerungsdekret“, auf dessen Grundlage die 1801 begonnene Schleifung der Stadtbefestigung neue Impulse erhielt. Ihre Umgestaltung zu eleganten Promenaden, darunter die heutige Königsallee, sowie die Erweiterung des Hofgartens bis an das Rheinufer wurden durchgeführt. Während in Düsseldorf großzügige Straßen und Gartenanlagen angelegt wurden, blieb Köln im „Würgegriff“ der Befestigungsanlagen, die sogar noch weiter ausgebaut wurden und die Stadtentwicklung nachhaltig behinderten. „Köln ruhte in sich, und hier war aufgrund der Enge […] alles etwas nachbarschaftlicher […]. Düsseldorf bot […] mit seinen Alleen, Parks, Gärten und Luxus den äußeren Anschein einer Residenz- und Gartenstadt.“
Nach der Neuordnung Europas auf dem Wiener Kongress wurden beide Städte 1815 dem Königreich Preußen zugeschlagen und gehörten ab 1822 zur neu geschaffenen Rheinprovinz. Sitz der staatlichen Provinzialverwaltung wurde Koblenz und die Universität kam nach Bonn. 1819 erfolgte die Neugründung der Kunstakademie Düsseldorf. Als bedeutende Künstlerbewegung des 19. Jahrhunderts entstand dort die Düsseldorfer Malerschule, die das kulturelle Leben der Stadt nachhaltig bereicherte und ihr den Rang eines internationalen Kunstzentrums verlieh. 1820 wurde Prinz Friedrich von Preußen Kommandeur der 20. Division in Düsseldorf und ließ sich mit Familie im Schloss Jägerhof nieder.
Garnison und Hofhaltung der folgenden Jahre erinnerten an frühere Zeiten als Residenzstadt und Prinz Friedrich, und seine Frau Luise förderten das gesellschaftliche und kulturelle Leben der Stadt. 1824 nahm zudem der Provinziallandtag seinen Sitz in Düsseldorf. Das alles, so der Historiker Horst A. Wessel, bedeutete für Köln eine „unerwartete Zurücksetzung“: „Köln erhielt […] keinen Vorrang, nicht einmal eine hervorgehobene Stellung unter den preußischen Städten.“ Diesem Gefühl der Benachteiligung wirkte kaum entgegen, dass der preußische Staat und sein Herrscherhaus – getragen durch eine breit empfundene romantische Besinnung auf geschichtliche Wurzeln und das Mittelalter – den Weiterbau des Kölner Doms finanziell unterstützten. Auch Düsseldorfer Bürger sammelten Spenden für den Dom, dessen Fertigstellung auf der Grundlage wiederentdeckter mittelalterlicher Fassadenrisse als eine nationale Aufgabe empfunden wurde.
Auch in der ersten Hälfte des 19. Jahrhunderts rangen Köln und Düsseldorf weiter um die Frage des Schifffahrts- und Stapelrechts auf dem Rhein. Dabei war es der Kölner Handelskammer 1816 gelungen, die preußische Regierung, insbesondere deren Vertreter bei der Zentralkommission für die Rheinschifffahrt, Wilhelm von Humboldt, davon zu überzeugen, dass das Kölner Stapelrecht ein Faustpfand gegen hohe niederländische Durchgangszölle und eine eventuelle Blockierung der Rheinmündungen sei. Nach einem 16-jährigen Wirtschaftskrieg zwischen den Königreichen Preußen und der Niederlande kam es – wohl unter dem Druck der Belgischen Revolution – schließlich zum Einlenken der Niederlande und zum Abkommen in der Mainzer Akte vom 31. März 1831, das alle mittelalterlichen Rechte einschließlich des Kölner Stapelrechts auf dem Rhein beseitigte und der Stadt Düsseldorf das ihr 1826 genommene Freihafenrecht zurückgab. Bis zur völligen handelsrechtlichen Emanzipation hatte Düsseldorf jedoch noch bis zur letzten Beseitigung von Zollformalitäten am 1. Januar 1842 zu warten.
1843, in der Zeit des Vormärz, kam es in Düsseldorf zum sogenannten „Köln-Düsseldorfer Verbrüderungsfest“. Dieses Fest war eine politische Demonstration rheinischer Bürger für die Beibehaltung des von Napoleon eingeführten „Rheinischen Rechts“. Als „Musspreußen“ drückten Kölner und Düsseldorfer somit ihre gemeinsam empfundene Distanz zu Preußen aus. Im August 2001 erinnerte der damalige Kölner Oberbürgermeister Fritz Schramma während der Veranstaltung Köln + Düsseldorf: mehr als eine Utopie... mit einer Anekdote an dieses Fest:

„[…] die Preußen versuchten, das französische Zivilgesetzbuch, den Code Napoleon, wieder abzuschaffen. Die gesamte Rheinprovinz protestierte heftig dagegen. […] Als die Kölner hörten, dass der Provinziallandtag in Düsseldorf die Rechtsänderung einstimmig abgelehnt hatte, beschlossen sie spontan, mit Booten nach Düsseldorf zu fahren. Die Düsseldorfer wiederum begrüßten die Kölner begeistert mit den folgenden Worten: ‚Köln ist unsere wahrhafte Metropole; Köln verdient es, uns voran zu gehen. Wir erkennen ihm diesen Ruf ganz und ohne Neid zu‘. Waren das noch Zeiten! dachte ich, als ich das las.“

### Industrialisierung

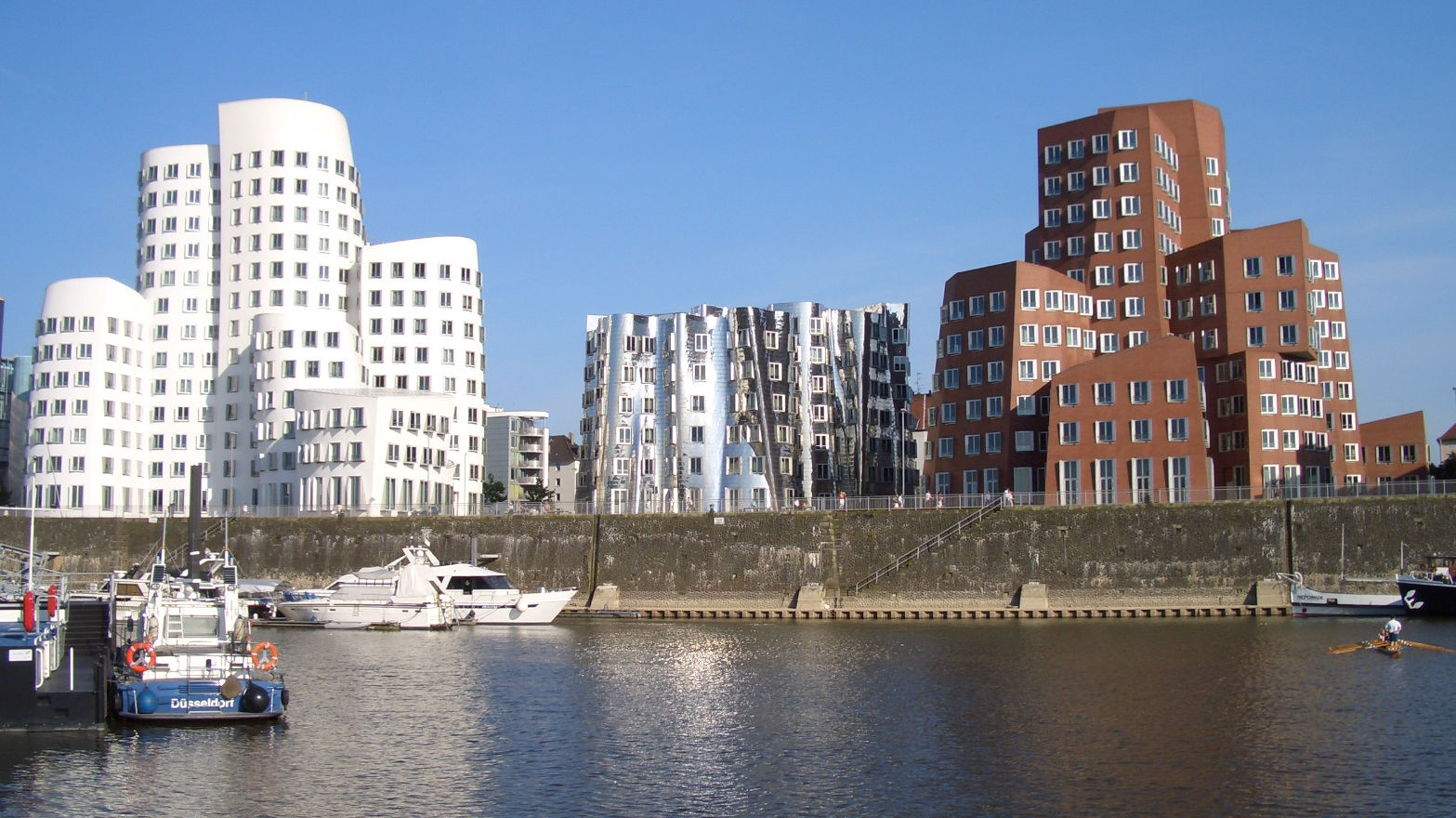
Gehry-Bauten am Zollhafen in Düsseldorf

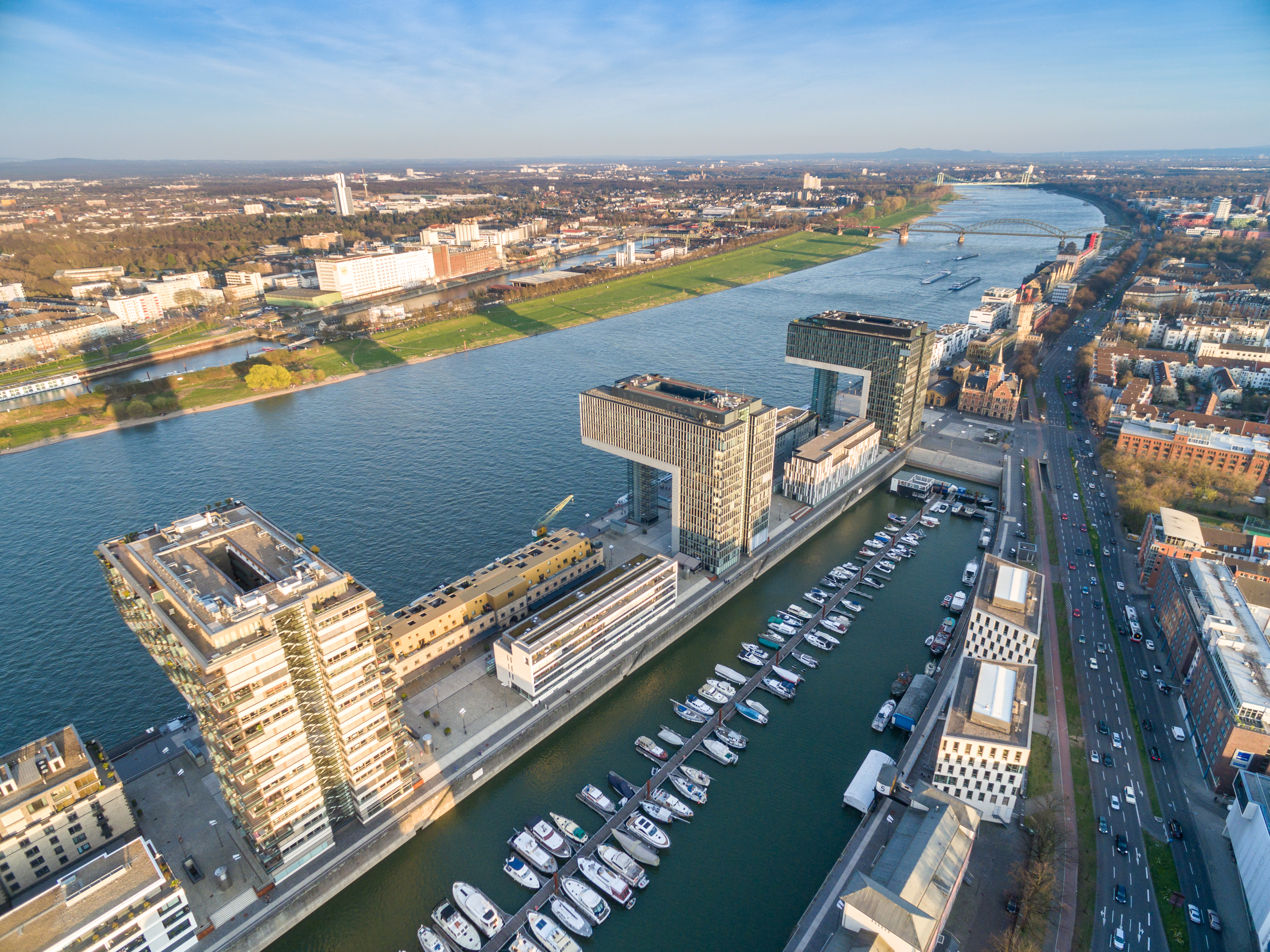
Kranhäuser im Rheinauhafen in Köln

Die eigentliche Rivalität zwischen den beiden Städten Düsseldorf und Köln begann mit der Industrialisierung, da Standortqualitäten eine immer wichtigere Rolle bei der Ansiedlung von Unternehmen und Gewerbe spielten. Den Verlust des Stapelrechts kompensierte Köln, indem es auf das moderne Verkehrsmittel Eisenbahn setzte und sich zu einem zentralen Verkehrsknotenpunkt entwickelte. 1825 gründete der Kölner Kaufmann Peter Heinrich Merkens die Preußisch-Rheinische Dampfschiffahrtsgesellschaft, eine Vorläuferin der heutigen Köln-Düsseldorfer, die ihren juristischen Sitz in Düsseldorf hat, jedoch von Köln aus verwaltet wird und die trotz ihres Namens keinen regelmäßigen Linien-Schiffsverkehr zwischen beiden Städten im Fahrplan hat. In Düsseldorf – „der verschlafenen Kunst- und Gartenstadt“ – erfolgte der Weg in die moderne Wirtschafts- und Verkehrspolitik mit Verzögerung.
Beide Städte entwickelten sich im Laufe des 19. Jahrhunderts zu „Industriestädten“, wobei sich Düsseldorf als „Schreibtisch des Ruhrgebiets“ etablierte. Die Erhebung Düsseldorfs zu einem Banken- und Finanzplatz erfolgte erst 1854, ein Jahr zuvor war die Börse Düsseldorf gegründet worden. Köln hingegen blickte bereits auf eine längere Geschichte im Banken- und Versicherungswesen zurück und hatte Ende des 19. Jahrhunderts den höheren Umsatzanteil im Bankwesen, wenngleich sich die Düsseldorfer Wirtschaft dynamischer entwickelte.
Ab der Zeit vor dem Ersten Weltkrieg kam es in beiden Städten zu erheblichen Bevölkerungszuwächsen, was zum einen durch die enorme Zuwanderung von Menschen aus dem ländlichen Raum – wie etwa der Eifel oder dem Bergischen Land – begründet war, aber auch durch die Eingemeindung umliegender Ortschaften.
In den 1920er Jahren war die Konkurrenz zwischen den beiden Städten auch von der Rivalität zwischen deren Oberbürgermeistern geprägt: In Köln war dies Konrad Adenauer (Zentrum, 1917–1933) und in Düsseldorf Robert Lehr (DNVP, 1924–1933), die beide für ihr großes Selbstbewusstsein bekannt waren: „Dass sie nicht immer einer Meinung waren und auf ihren und ihrer Städte Vorteil bedacht waren, spricht für ihre Tatkraft.“ So setzte sich Adenauer etwa massiv dafür ein, dass sein Düsseldorfer Kollege Lehr nicht in den Planungsausschuss des Provinzialausschusses zur Vorbereitung der Rheinischen Jahrtausendfeier berufen wurde. Durch die „Machtergreifung“ der Nationalsozialisten verloren beide Männer 1933 ihr Amt. Nach dem Zweiten Weltkrieg gehörte Lehr zu den Mitbegründern der CDU und wurde 1950 Minister unter Adenauer.
Beide Städte nahmen nach 1945 für sich in Anspruch, als „rheinische, katholische und antipreußische“ Städte gegen den Nationalsozialismus immun gewesen zu sein, was sich jedoch nach neueren Forschungen als „modernes Märchen“ herausgestellt hat – sowohl in Köln wie in Düsseldorf herrschte NS-Terror mit Säuberungen, Gleichschaltung und Ausgrenzung wie in jeder anderen deutschen Stadt auch. Im Krieg selbst wurde die Kölner Innenstadt zu 90, andere Stadtteile zu 80 Prozent zerstört, wohingegen Düsseldorf „nur“ zu 40 Prozent zerstört war und viele repräsentative Gebäude erhalten blieben. Dies und die Nähe zum Ruhrgebiet bewogen das britische Kabinett 1946, Düsseldorf zur Hauptstadt des neugeschaffenen Bundeslandes Nordrhein-Westfalen zu bestimmen.
1988, 700 Jahre nach der Schlacht von Worringen, wurde in einem Vergleich beider Städte aus stadtgeographischer Sicht festgestellt, dass Köln als Verkehrsknotenpunkt auf Wasser, Straße und Schiene sowie bezüglich des Rohrnetzes der Petrochemie seine Stärken habe, während Düsseldorf im Luftverkehr die Nase vorn habe und besser im Dienstleistungsgewerbe positioniert sei. Laut einem Ranking der Wirtschaftskraft deutscher Großstädte des Instituts der deutschen Wirtschaft aus dem Jahr 2011 lag Düsseldorf auf Platz sechs, während Köln Rang 34 belegte.
Der Kölner Oberbürgermeister Schramma vertrat die These, dass Köln und Düsseldorf nur dann partnerschaftlich miteinander leben könnten, wenn es um „übergeordnete Dinge“ gehe; als Beispiel nannte er die gemeinsame Bewerbung um die Ausrichtung der Olympischen Spiele 2012. Sobald es aber um die direkte Konkurrenz ginge, komme es zu „Kontroversen“:

„Nach dem zweiten Weltkrieg aber wurden Standortfragen, die Fragen der Ansiedlung zentraler Verkehrsobjekte oder auch von Institutionen zum Zankapfel zwischen beiden Städten. Es begann mit der Frage, ob das neugegründete Nordrhein-Westfalen nun einen oder zwei Flughäfen brauchen würde, und ob der Düsseldorfer Flughafen dem Kölner Flughafen vorzuziehen sei. Es ging um die Frage der Landeshauptstadt, und es ging um die Ansiedlung des Landschaftsverbandes Rheinland.“

### Gemeinsame Stadtgrenze

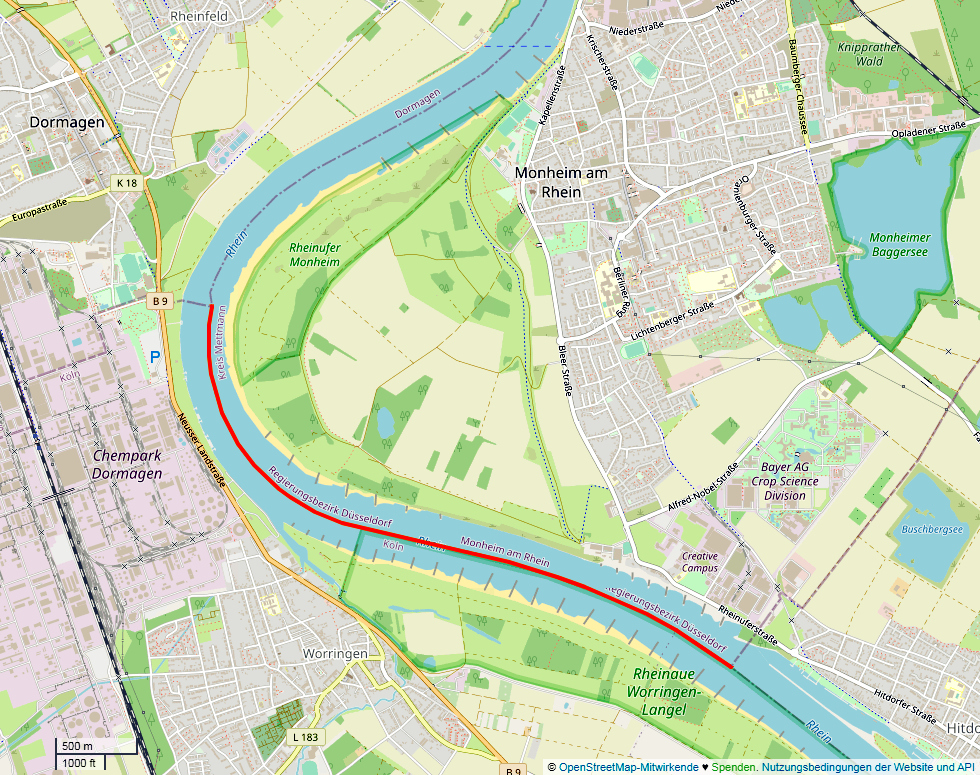
Gut vier Kilometer gemeinsame Grenze 1975/76 im Rhein (orangerot)

Durch die Eingemeindung Monheims nach Düsseldorf am 1. Januar 1975 im Rahmen der Gebietsreform in Nordrhein-Westfalen bestand zwischen den beiden rivalisierenden Großstädten zum ersten Mal in ihrer Geschichte eine gemeinsame Stadtgrenze, allerdings nur für 18 Monate, da Monheim diesen Teil der Reform erfolgreich anfocht und am 1. Juli 1976 wieder selbständig wurde. Dabei berührte die Stadt Düsseldorf in der Flussmitte des Rheins den geschichtsträchtigen, bereits 1922 eingemeindeten Kölner Stadtteil Worringen trotz der Abtretung Hitdorfs an Leverkusen über eine Distanz von immerhin knapp 4,2 Kilometern.

## Einwohnerzahlen (1140 bis Gegenwart)
| Jahr  | Einwohner |
| ----- | --------- |
| 1140  | 20.000    |
| 1400  | 40.000    |
| 1600  | 40.000    |
| 1810  | 45.000    |
| 1867  | 125.000   |
| 1962  | 827.000   |
| 1974¹ | 825.000   |
| 1975² | 1.013.000 |
| 1976³ | 981.000   |
| 2015  | 1.060.000 |
| 2019  | 1.087.000 |

| Jahr | Einwohner |
| ---- | --------- |
| 1140 | ?         |
| 1288 | 300       |
| 1555 | 3.500     |
| 1816 | 14.000    |
| 1867 | 63.000    |
| 1962 | 705.000   |
| 1974 | 618.000   |
| 1975 | 664.000   |
| 1976 | 615.000   |
| 2015 | 612.000   |
| 2019 | 621.000   |

Schon zur Römerzeit hatte Köln rund 30.000 Einwohner; diese Zahl sank ab dem 3. Jahrhundert jedoch auf rund die Hälfte. Im 12. Jahrhundert wohnten wieder 20.000 Menschen innerhalb der Stadtmauern. Nach der Überführung der Reliquien der Heiligen Drei Könige nach Köln und der wachsenden Bedeutung als Pilgerstadt stieg die Zahl der Einwohner erneut auf 40.000 an. Diese Zahl blieb bis zum 19. Jahrhundert relativ konstant.
Düsseldorf hatte zum Zeitpunkt der Schlacht bei Worringen im Jahre 1288 und der folgenden Verleihung der Stadtrechte etwa 200 bis 400 Einwohner. In den folgenden Jahrhunderten stieg die Bevölkerungszahl langsam, wenn auch stetig. Mit Beginn der Industrialisierung Mitte des 19. Jahrhunderts wuchs die Zahl der in Düsseldorf sesshaften Menschen um mehr als das Vierfache, auf 63.000. In derselben Zeitspanne und aus demselben Grund verdreifachte sich die Zahl der Kölner Bürger auf 125.000, so dass Köln zu dieser Zeit doppelt so viele Einwohner hatte wie Düsseldorf.
Durch Eingemeindungen und wirtschaftliches Wachstum kamen beide Großstädte auf sechsstellige Einwohnerzahlen. Köln war mit schwankenden Zahlen schon mehrfach im siebenstelligen Bereich und versteht sich seit 2021 wieder als „Millionenstadt“.

## Reisebeschreibungen
Besonders in den im 18. und 19. Jahrhundert beliebten Reiseberichten standen die beiden rheinischen Metropolen häufig im Fokus. Moritz August von Thümmel, Minister des Herzogs von Sachsen-Coburg-Saalfeld, schrieb am 6. Juni 1772 an den Erbprinzen von Sachsen-Coburg: „In Köln, wo wir uns einen ganzen Tag aufhielten, um auszuruhen, wünschten wir uns zehnmal auf unser Schiff zurück. Ich kann mich nicht erinnern einen so unangenehmen Ort gesehen zu haben und ich möchte nicht Kaiser sein, wenn ich mich daselbst krönen lassen müßte. Stellen sich Ew. Durchlaucht eine schmutzige Stadt dreimal so groß wie Erfurt und dreimal so todt vor; wo in jeder Gasse einige Kirchen und Klöster stehen, wo ein beständiges Läuten der Glocken die Ohren und der Anblick einzelner ausgezehrter und zerlumpter Bettler das Auge zu Tode ermüdet. Wir besuchten daselbst ein Carthäuserkloster und wurden bis zum Jammer über das Elend gerührt, zu welchem sich vernünftige Menschen aus eingebildetem Gottesdienste freiwillig verdammen können. Den Tag darauf hatten wir eine desto angenehmere Reise. Wir gingen über Düsseldorf einer schönen, reizenden Stadt. Das erste was wir daselbst aufsuchten, war die prächtige Bildergalerie, wo die Rubens einen ganzen Saal einnehmen und die meisten Gemälde des unnachahmlichen van der Werff aufbehalten werden.“
Der Königl. Preußische Kriegs-, Domänen- und Forstrat Christian Friederich Meyer reiste 1793 durch das Rheinland und schrieb seine Ansichten einer Reise durch das Clevische und einen Theil des Holländischen über Crefeld, Düsseldorff und Elberfeld, mit einigen dabei angestellten ökonomischen Betrachtungen, im Jahre 1794. Nebst einer zweiten ökonomischen Bereisung der Rheingegenden von Wesel bis Coblenz im Juni 1794 nieder (die Jahresangabe ist falsch). Darin berichtete Meyer von den „Scharen von zerlumpten Bettlern“ in Köln und lobte den „Arbeitsamen“ im Bergischen, der „daher viel sittlicher, gesunder und glücklicher“ sei als „der Müßiggänger in Cöln, wo dieser nur ein blindes Thier um so gefährlicher wird, je sistematischer der Müßiggang getrieben wird“.

Die beiden Städte im 17. Jahrhundert
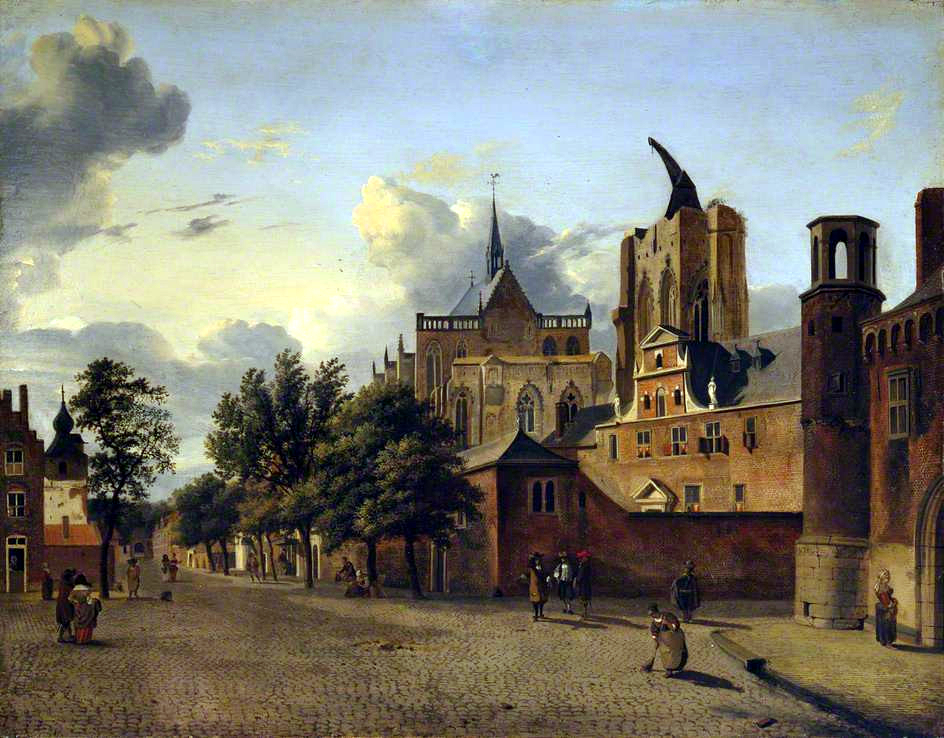
Köln
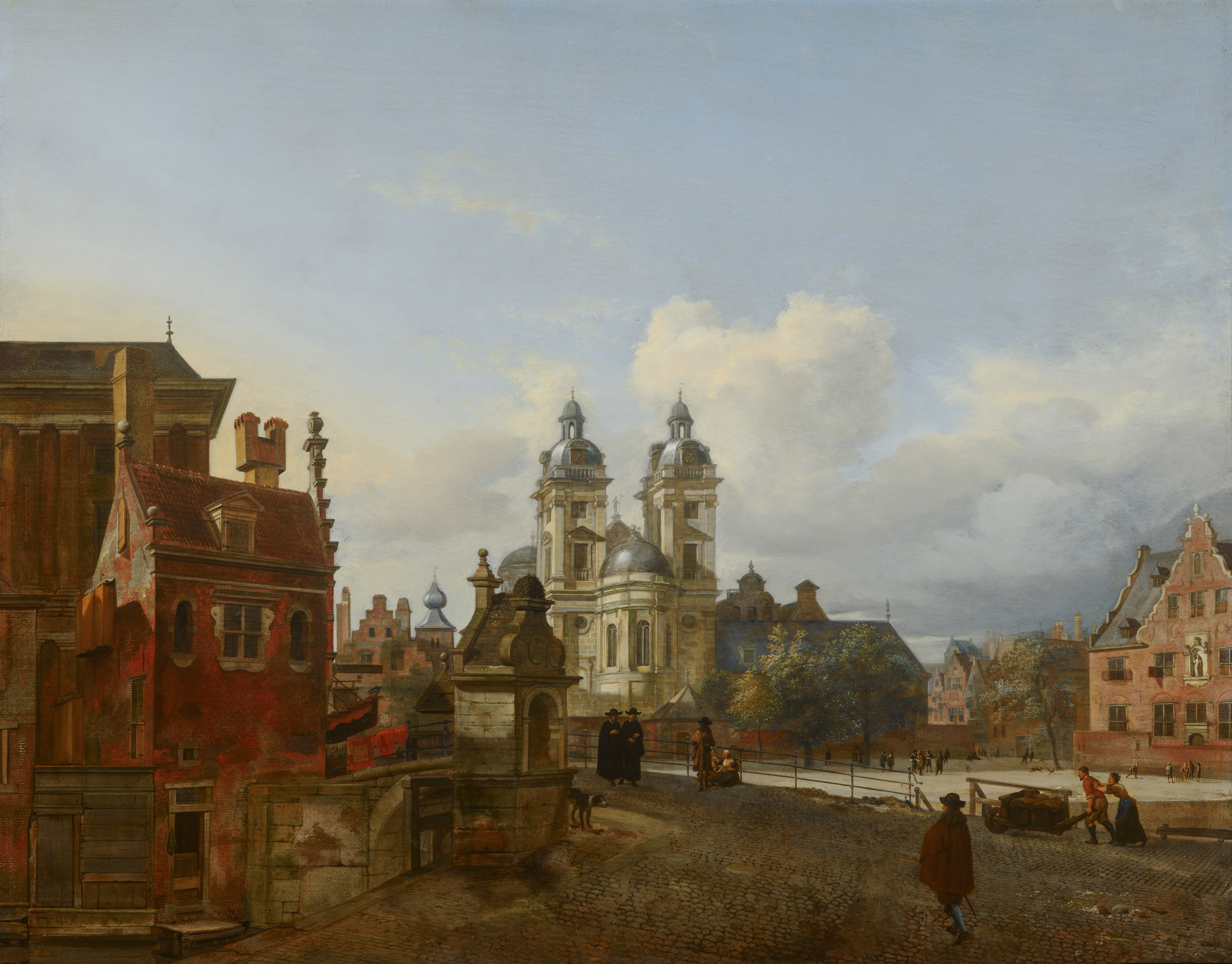
Düsseldorf

Ein französischer Emigrant, der sich 1792/1793 hauptsächlich in Wuppertal aufhielt, fand Köln „finster und traurig“. Auch der Schriftsteller Georg Forster, der Köln ebenfalls zu dieser Zeit besuchte, benutzte diese Vokabeln, um die Domstadt zu beschreiben, und bemerkte, dass beinahe die Hälfte der Einwohner, d. h. etwa 20.000 Menschen, zum „Pöbel“ gezählt werden müsse. Und er zog den Vergleich: „Welch himmelweiter Unterschied zwischen Köln und diesem netten, reinlichen, wohlhabenden Düsseldorf!“
Besonders scharf ging Ernst Moritz Arndt mit der Domstadt ins Gericht. „Köln ist unstreitig die älteste Stadt in Teutschland, und sie hat sich immer auf dieses Alterthum nicht wenig eingebildet, und bis auf die neuesten Zeiten hartnäckig auch in Sitten und Einrichtungen alles zu erhalten gesucht, was billig einmal hätte alten und veralten sollen“ war fast noch das Freundlichste, was er über Köln zu sagen hatte, bezeichnete er die Kölner doch darüber hinaus als „tückisches Volk“ und „kalte Kröten“. Sein Zeitgenosse Johann Kaspar Riesbeck, ein in der Schweiz lebender deutscher Schriftsteller, schrieb an seinen Bruder in Paris: „Köln, Bruder, ist in jedem Betracht die abscheulichste Stadt von Deutschland.“
Nicht wenige Reiseschriftsteller führten die Rückständigkeit Kölns auf den dort dominierenden Katholizismus zurück; die Stellung des Protestantismus war ein „Reizthema“, so für den Pastor Joseph Gregor Lang: „Ein dutzend Arbeitshäuser, die man bald, wenn den protestantischen Handelsleuten nicht durch unduldsame Widersetzlichkeit die Hände gebunden wären, errichtet sehen würde, möchten leicht die Straßen reinigen und gewiß dem Übel steuern, das nur einzig Müßiggang und Faulheit geboren hat.“ Zudem mokierte er sich über Klosterkirchen, die „angepfropft mit allerhand Statuen und Bildern“ seien wie „Nürnberger Buden“. Der evangelische Historiker Philipp Wilhelm Gercken hingegen war der Meinung, dass andere Reisebeschreibungen, die die fehlende Sauberkeit in Köln kritisierten, „übertreiben“ würden und „daß ich es lange nicht so schlecht gefunden habe“.
Noch in der Zeit des Biedermeiers schrieb der Schriftsteller Karl Julius Weber: „Das heitere Düsseldorf gefällt doppelt, wenn man aus dem finsteren Cöln herkommt.“

## Kultur

### Karneval

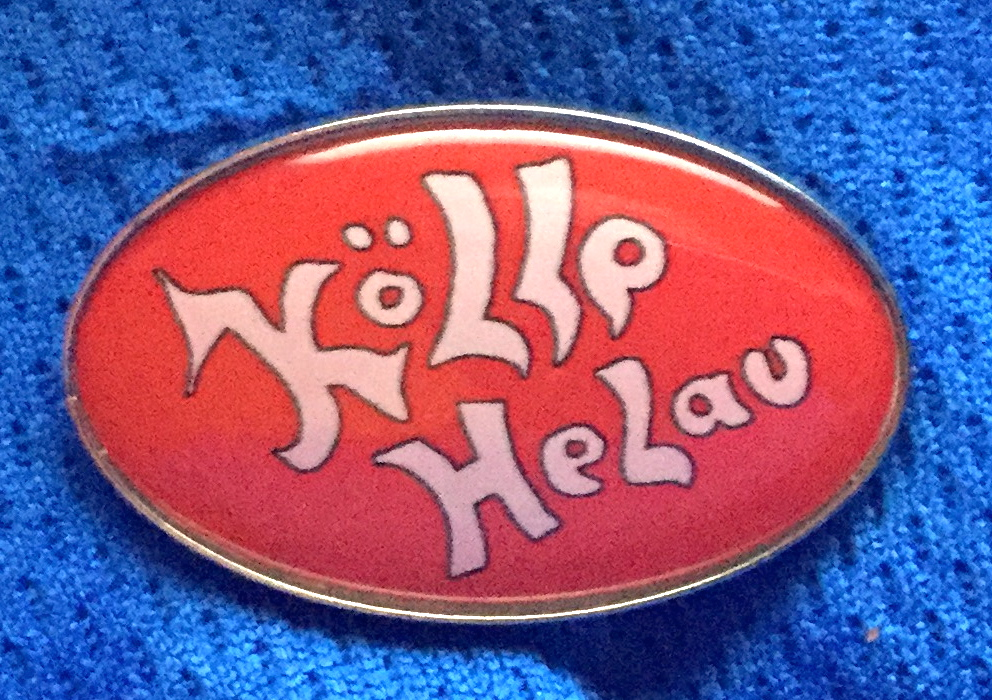
Unverkäufliche Ware: Kölle Helau

Ihre ersten Ursprünge hatte die folkloristisch gepflegte Rivalität zwischen Köln und Düsseldorf im Karneval. Über Jahrhunderte feierten die Kölner und Düsseldorfer ganz unabhängig voneinander Karneval. Doch 1823 wurde in Köln vom Festordnenden Comité der erste von den Bürgern „geordnete“ Karneval organisiert. Diesem Vorbild folgte man in Düsseldorf, wie auch in anderen rheinischen Städten: „[…] in Düsseldorf wartete man nicht lange, um nach dem Kölner Vorbild Fastnacht zu feiern. Es dürfte wohl ein wenig Neid zum großen Nachbarn Köln bei dem Bemühen eine Rolle gespielt haben, die Karnevalstage zu beleben.“ Aber nicht allein „Neid“ war Anlass für eigene Karnevalsumzüge und -veranstaltungen in Düsseldorf, Bonn und Aachen, sondern auch wirtschaftliche Interessen: Die Karnevalsfreunde gaben ihr Geld für Festivitäten nicht in ihrer Heimatstadt aus, sondern fuhren „in Scharen“ nach Köln, was diese Städte bewog, eigene Umzüge zu veranstalten.
Zu einer ernstzunehmenden Konkurrenz für den Kölner Karneval entwickelte sich der Düsseldorfer erst nach dem Ersten Weltkrieg, da das Fest einen immer wichtiger werdenden Wirtschaftsfaktor darstellte und um die Anteile an dieser entstehenden „Karnevalsindustrie“ gekämpft wurde. 1937 war im Kölner Stadt-Anzeiger allerdings zu lesen, „dass der Kölner Karneval über die Stadt hinaus für das Rheinland immer mehr an Bedeutung gewinne, während die Fastnacht in Aachen, Bonn und Düsseldorf ein lokales Ereignis“ sei.
Ein erstes Zeugnis für die Darstellung der Rivalität im Karneval ist der Entwurf eines Umzugswagens aus dem Jahre 1914: Der Künstler Heinrich Recker stellte den Streit um den Bau einer geplanten elektrischen Schnellbahn zwischen Köln und Düsseldorf als Kampf zwischen einer 4711-Flasche (Köln) und einer Senftube (Düsseldorf) dar. Der Bau der Bahn kam nicht zustande, aber nicht, weil die Städte sich gesperrt hätten, sondern weil zunächst der zuständige Minister um das Monopol der Preußischen Staatseisenbahnen fürchtete und die Genehmigung verweigerte und schließlich der Ausbruch des Ersten Weltkriegs den weiterhin diskutierten Bau endgültig verhinderte. 1935 wurde auf einem Kölner Wagenentwurf Düsseldorf auf Senftöpfchen sitzend unter der Überschrift „Einmal eine große Dame sein“ dargestellt.
Die Karnevalsrituale in Düsseldorf und Köln unterscheiden sich: So präsidiert in Köln das Dreigestirn aus drei Männern, von denen einer als „Jungfrau“ eine Frau darstellt. In Düsseldorf hingegen gibt es einen Prinzen mit einer weiblichen „Venetia.“ Hier lautet der Narrenruf „Helau“, in Köln hingegen „Alaaf“. Am Ende der Festivitäten wird in Köln der Nubbel verbrannt, in Düsseldorf ist es der Hoppeditz.
Auch musikalisch wird die „Feindschaft“ gepflegt: Die Kölner Gruppe Domstürmer singt „Über Köln lacht die Sonne, über Düsseldorf die Welt“ und prophezeit, Altbier würde krank machen. Die Düsseldorfer Düssel-Disharmoniker freuten sich im Lied „Da schwimmt ’ne Kölner“ über erneutes Hochwasser in der Domstadt. Wer die Webseite des 2011 aufgelösten Trios besuchte und sich als Kölner ausgab, erhielt die Meldung „Zugriff verweigert“.
Ein Düsseldorfer Journalist schrieb in der Welt am Sonntag: „Klangliche Ausdünstungen wie die der Höhner, BAP oder der Bläck Fööss sind keine Seltenheit, die in Köln nicht nur zur Karnevalszeit serviert werden, sondern das ganze Jahr jeck machen. Nun ist der Karneval an sich schon eine Strafe, bei der man sich fragt, was die Kölner wohl verbrochen haben mögen, dass der liebe Gott ihnen im Gegenzug solch eine Plage angedeihen lassen musste. Wer je in den Kölner Karnevalstrubel gerät, merkt schnell, dass die Genfer Konvention doch zu kurz greift.“ (Die publizistische Antwort darauf: „Wir Kölner scheinen da fast harmlos, wenn wir sagen, dass die Düsseldorfer reiche, snobistische dumme Schnösel sind, die an ihrem versifften Rheinwasser in ihrem Medienhafen ihr furchtbares Gebräu trinken.“).
Über zunächst offensichtliche Unterschiede hinaus ist der Karneval aber auch vom Charakter her verschieden: Prägende Elemente in Köln, so der Leiter des Rosenmontagszuges Christoph Kuckelkorn, seien – anders als in Düsseldorf – die Einbindung weit zurückreichender Traditionen und eine starke Verankerung in der Bevölkerung. Daraus resultiere in Köln ein eher „ausgleichender“ und „volkstümlicher“ Karneval im Gegensatz zu Düsseldorf, wo die Bürger nicht in diesem Maße einbezogen seien. In diesem Sinne sehen die Kölner den Düsseldorfer Karneval als „unnatürliche Erscheinung“, die „künstlich erzeugt“ worden sei. Der Düsseldorfer liebe die „gepfefferte politische Satire ohne Rücksicht auf Verluste“, der Kölner bevorzuge hingegen den „geschmackvollen politischen Witz“ der nicht allzu weh tue, so die Analyse des Düsseldorfer Wagenbauers Jacques Tilly. Michael Euler-Schmidt und Marcus Leifeld beschreiben die karnevalische Beziehung der beiden Städte als „belebendes Konkurrenzverhältnis“, doch bei aller Konkurrenz „gab und gibt es stets auch ein freundschaftliches Miteinander“.
Über die gegenseitigen Attacken in den jeweiligen Rosenmontagszügen sagte der Kölner Zugleiter Kuckelkorn: „Der Zug muss nicht allein über die Provokation leben. Das tun Menschen im Norden von Köln. Ich kenne die Stadt nicht genau, aber es muss irgendein Dorf sein.“

### Benrather Linie

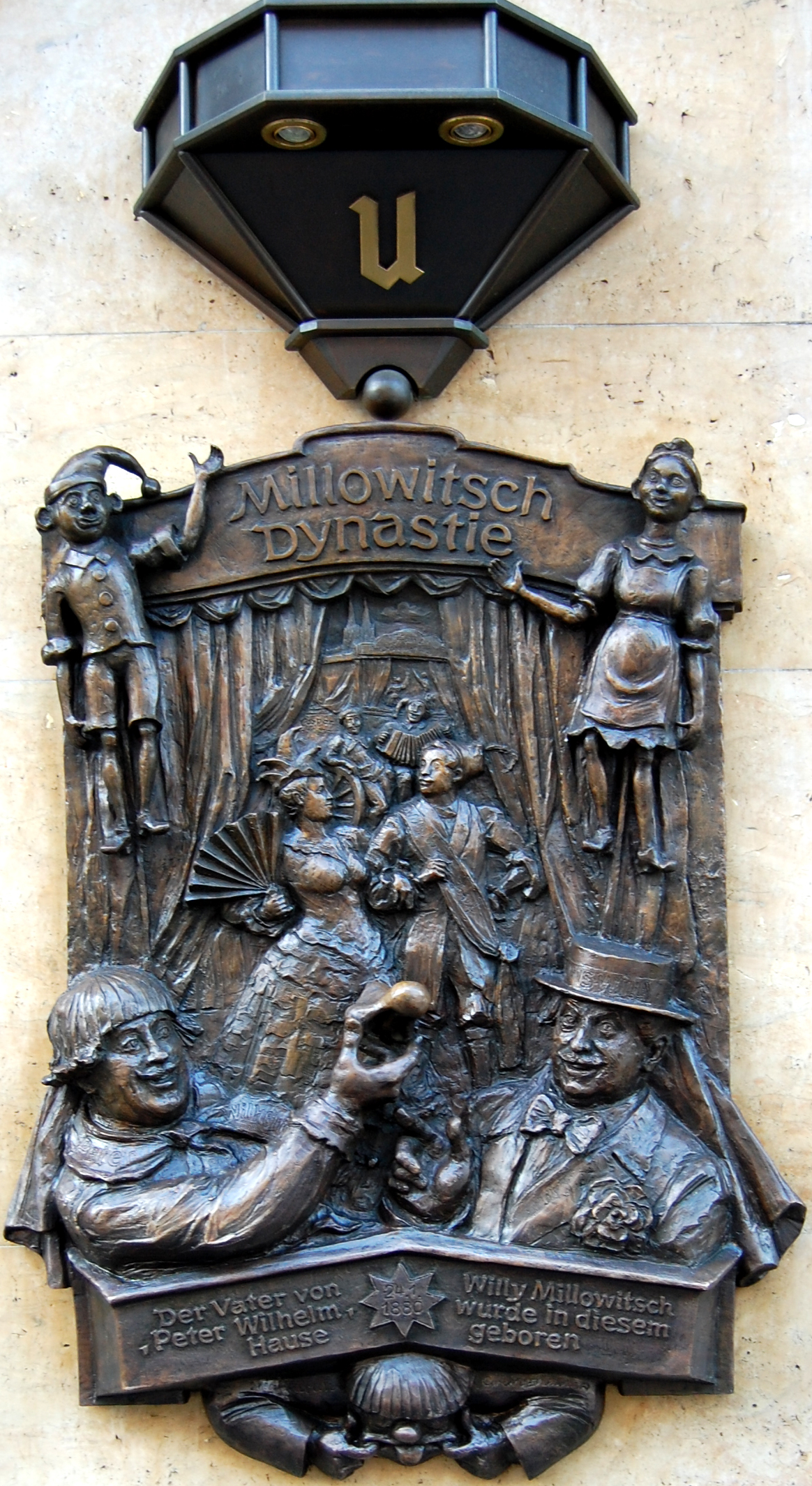
Millowitsch-Dynastie, die Keimzelle in der Düsseldorfer Altstadt

In dem Buch Streit am Rhein heißt es: „Die 40 Kilometer zwischen den beiden Städten haben eine Kluft ins Rheinland gegraben, die von Kölnern wie von Düsseldorfern liebevoll gepflegt wird.“ Es gibt tatsächlich eine Grenze zwischen beiden Städten – die Benrather Sprachlinie, die südlich von Düsseldorf verläuft und die Dialekte der beiden Städte anhand von Lautverschiebungen unterscheidet: So lautet zum Beispiel das hochdeutsche Wort „machen“ auf Kölsch „maache“ und in Düsseldorfer Platt „maken“, weshalb man auch von der „maken-machen-Linie“ spricht. Das Düsseldorfer Platt zählt zu den niederfränkischen Dialekten, Kölsch wiederum zu den ripuarischen.
Der Düsseldorfer Heinrich Heine war beiden Dialekten gegenüber kritisch: In Köln klüngele „Kobes“ mit „Marizzebill“ in einer Mundart, „die wie faule Eier klingt, fast riecht“; die Sprache seiner Heimatstadt disqualifizierte er, man könne dieser schon „das Froschgequake der holländischen Sümpfe“ anmerken.

### Familie Millowitsch
1880 wurde in Düsseldorf der Vater des „urkölschen“ Volksschauspielers Willy Millowitsch geboren, eine Tatsache, die dessen Sohn Peter „ganz schön peinlich“ findet, da Düsseldorf doch der „Erzfeind“ sei. Am Geburtshaus von Peter Wilhelm Millowitsch, dem Traditions-Brauhaus Uerige in Düsseldorf, hängt seit ca. 2000/01 eine von Ulrich Grenzheuser als Bronzerelief geschaffene Gedenktafel.

## Folklore
1958 spotteten die Kölner in einer Broschüre, dass um 1800, „während Kölns Ruhm und Glanz schon in jedem Winkel der Welt bekannt“ gewesen sei, erst rund 8000 Menschen an der Mündung der Düssel gelebt hätten. In dem Beitrag wurde das Klischee bemüht, dass Düsseldorf – im Gegensatz zum römischen Köln – ein „Parvenü“ und „Emporkömmling“ sei, „versehen mit allen Attributen des kulturlosen Neureichen, der sich jetzt auch noch daran versuche, die alte Kulturmetropole zu überholen“. Der Grund für diese Publikation soll der Neid der Kölner darauf gewesen sein, dass auf dem Flughafen Düsseldorf schon Düsenflugzeuge landen durften – auf dem Flughafen Köln/Bonn hingegen (noch) nicht.
Diese Episode illustriert in exemplarischer Weise die Art von Frotzeleien zwischen den beiden Städten und ebenso die Tatsache, dass diese oft von Kölner Seite ausgehen. Einen möglichen Grund dafür nannte der Kölner Stadt-Anzeiger: „Geschichtlich belegt sind die Kölner immer die Beleidigten.“ Besonders die Entscheidung, Düsseldorf 1946 als Landeshauptstadt zu bestimmen, diagnostizierte der Psychologe Stephan Grünewald als „schwere narzisstische Kränkung“ der auf ihre Vergangenheit so stolzen Kölner.
Die Rivalität zwischen den beiden größten Städten des Bundeslandes Nordrhein-Westfalen wird oftmals plakativ charakterisiert, wie etwa mit Begriffen wie „die beiden Diven am Rhein“ oder „feindliche Schwestern“.

### Pflege der Rivalität

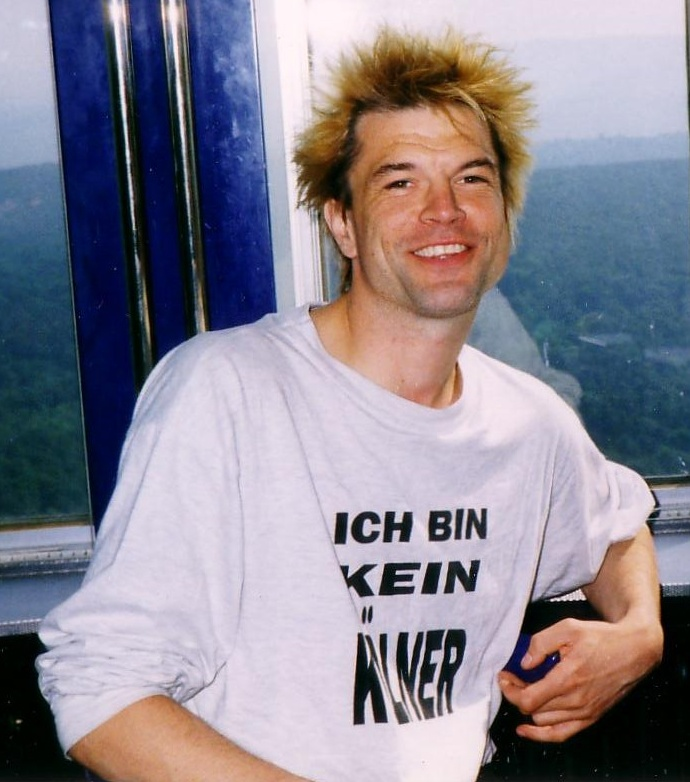
Campino, Sänger der Band Die Toten Hosen: „Ich bin kein Kölner“

Generell müssen Städte an ihrer Unterscheidung arbeiten, um sich im Wettbewerb untereinander behaupten zu können. In diesem Konkurrenzkampf besteht die Erfahrung und die Angst vor Schrumpfungsprozessen. Es wird deshalb versucht, gezielt die Anwohner an sich zu binden und neue zu gewinnen. Das gelingt nur, wenn man die Gründe aufzeigt, warum man zum Beispiel besser in Köln als in Düsseldorf lebt – oder umgekehrt.

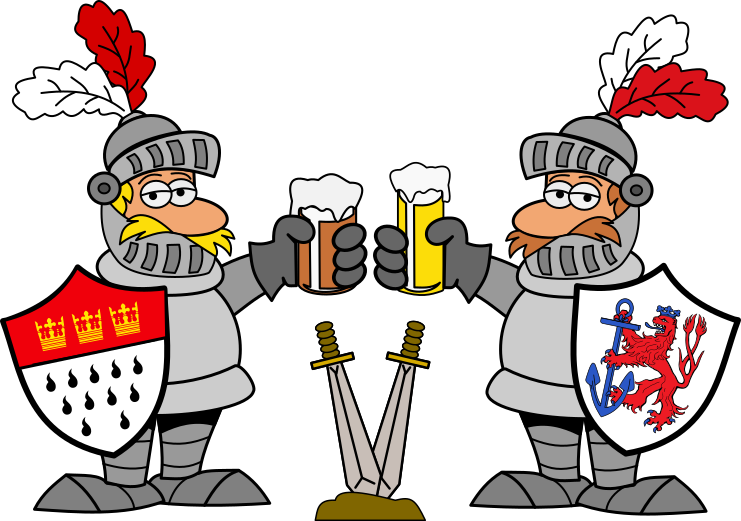
Karikatur: Ein Düsseldorfer (r., mit Kölsch) und ein Kölner (mit Alt) stoßen an

Während die Innenstadt von Düsseldorf rechtsrheinisch liegt, ist das Zentrum von Köln links des Rheins zu finden; in Köln wird das Rechtsrheinische ohnehin als Schäl Sick („scheele Seite“) bezeichnet. Das Bier in Köln heißt „Kölsch“ und ist hell, das in Düsseldorf „Alt“ und ist dunkel. Weitere „Gegenpole“ bilden die Fußballvereine 1. FC Köln und Fortuna Düsseldorf, die Eishockeyclubs Kölner Haie und Düsseldorfer EG sowie die Bands Die Toten Hosen und BAP.
Der Kölner Kabarettist Jürgen Becker meinte zur musikalischen Rivalität, im „Dorf an der Düssel“ habe noch sehr lange „Tote Hose“ geherrscht – weshalb die berühmteste Band aus Düsseldorf denn auch diesen Namen gewählt habe. Bei einem Konzert in Köln spielten Die Toten Hosen den Song von Marius Müller-Westernhagen „Ich bin froh, dass ich kein Dicker bin“ – allerdings mit dem Text „Ich bin froh, dass ich kein Kölner bin“, was Wolfgang Niedecken von der Kölner Gruppe BAP wiederum mutig fand: „Das muss man erst mal bringen.“ Die Kölner A-cappella-Gruppe Wise Guys konterte mit dem Lied Nein, nein, nein!, in dem die Herkunft der Urlaubsbekanntschaft aus der Stadt, „wo das Bier so schmeckt, wie es heißt“, beklagt wird.
Im Mai 2016 wurde die britische Sängerin Adele bei einem Konzert in Köln mit der Rivalität zwischen den beiden Städten konfrontiert: Als sie ein zehnjähriges Mädchen aus Düsseldorf auf die Bühne holte, erschallten Buh-Rufe aus dem Publikum, was Adele mit „Shut up“ beantwortete. Später erkundigte sie sich, warum man Düsseldorf nicht leiden könne: „Can somebody enlighten me?“ Auf die Antwort, das „sei eben so“, empfahl sie: „Get over it!“ („Überwindet das!“)
Eine besonders erbitterte „Feindschaft“ herrscht zwischen den beiden Eishockeyvereinen. Seit den späten 1970er Jahren waren die Duelle der beiden Erzrivalen häufig Spiele um die deutsche Meisterschaft; beide Teams konnten bisher jeweils acht Mal den Meistertitel erringen (Stand 2016). Im Rahmen der gegenseitigen Sticheleien ließ die DEG Ende Dezember 2015 vor einem Lokalderby bei eBay zwei Plastik-Haie versteigern: „Nicht mehr alle Zähne vorhanden, daher oftmals nicht mehr richtig bissig.“ Mediale Aufmerksamkeit erreichte eine Aktion von Campino und einigen Düsseldorfern am 19. Oktober 2018, die während des 220. Eishockey-Derbys zwischen der Düsseldorfer EG und den Kölner Haien ein DEG-Logo auf dem Dach des Mannschaftsbusses der Kölner Haie anbrachten. Die Aktion blieb von den Kölnern Haien mehrere Tage unbemerkt und mit dem Bus machten sie so unbeabsichtigt Werbung für die Düsseldorfer EG.
Während in Düsseldorf in den Geschäften und Kaufhäusern Fanartikel vom benachbarten, rivalisierenden Fußballverein Borussia Mönchengladbach durchaus angeboten wurden, suchte im Herbst 2017 ein Redakteur der Rheinischen Post vergeblich nach Artikeln des 1. FC Köln. Ein Mitarbeiter des Kaufhofs vermutete dazu: „Die Rivalität zwischen Düsseldorf und Gladbach ist schon groß. Aber wenn wir noch Köln-Trikots führen würden, hätten die wohl schnell Löcher“.
2005 publizierte der Kölner Emons Verlag das Buch Alles was man über Düsseldorf wissen muss; es hatte leere Seiten. Auch kann man in Köln eine „Kölsch“-Taste für die Computer-Tastatur erwerben, um sie gegen die Alt-Taste auszutauschen. Studenten der Fachhochschule Köln erstellten hingegen eine Webseite mit dem Titel „Köln liebt Düsseldorf und Düsseldorf liebt Köln“. Ihr Resümee: „Die weit verbreitete Ansicht, zwischen den Bewohnern der rheinischen Metropole und denen der Landeshauptstadt Nordrhein-Westfalens bestehe eine Befindlichkeit, die irgendwo zwischen tief empfundener Antipathie und Apartheid angesiedelt sei, ist falsch. Der Irrtum beruht möglicherweise auf mangelndem Einblick ins historische Geschehen, falscher Interpretation von Büttenreden, Propaganda linksrheinischer Separatisten oder völliger Unkenntnis des rheinischen Humors.“
Der Journalist Brian Melican beschrieb in seinem Buch Lost in Deutschland die beiden rheinischen Großstädte aus britischer Sicht: „Die selbst ernannte ‚schönste Stadt am Rhein‘ fühlt sich, so behaupte ich, nur sich selbst verpflichtet. Ganz wie der Nachbar. Köln hält sich ebenfalls für einen eigenständigen Planeten.“ Düsseldorf sei, so sein Eindruck, „ungefähr seit dem Urknall“ der „Streitpartner“ der Kölner gewesen, was Melican an die Feindschaft zwischen Frankreich einerseits und den Briten und Deutschland andererseits erinnert. Er sei immer wieder über die Heftigkeit ihrer Rivalität erstaunt: „Vor meinem geistigen Auge sehe ich Köln und Düsseldorf stets als zwei Gangster, die sich in der Nacht am nebelumhüllten Rheinufer treffen und mit Glimmstangen im Mundwinkel Mafioso-Sprüche austauschen wie: ‚Diese Flussebene ist nicht groß genug für uns beide‘ […].“
Der Kabarettist Konrad Beikircher berichtete im Kapitel Krieg im Neandertal seines Buches Et kütt wie’t kütt. Das rheinische Grundgesetz, wie Taxifahrer aus den jeweils anderen Städten von den Taxizentralen in Düsseldorf und Köln bei Fragen nach dem Weg angeblich in die Irre geschickt werden.

### „Verbotene Stadt“
Bewohner beider Städte bezeichnen die jeweils andere als „Verbotene Stadt“; in Köln gilt es als Tabu, das Wort „Düsseldorf“ auszusprechen.

„Dom oder Schlossturm, Hohe Straße oder Kö, Landes- oder Karnevalshauptstadt – unschwer zu erkennen: Hier geht es um den Vergleich mit der ‚verbotenen Stadt‘. Die Stadt mit D, deren Gebiet natürlich jeder Kölner nur unter Schmerzen betritt. Die Stadt, um die man einen großen Bogen macht, wenn es möglich ist. Und von der man niemals sagen würde, dass sie schön ist. Und für uns Kölner ist natürlich klar: Niemals, niemals, wirklich niemals (!!!) trinken wir Altbier.“

Im Kölner Volksmund wird zudem verbreitet, dass Düsseldorfer ein Visum benötigten, um die Domstadt zu besuchen, und über die Rückfahrt existieren Anekdoten:

„Köln ist in der Düsseldorfer Innenstadt hinreichend ausgeschildert – sich hier zu verfahren ist nahezu unmöglich. In Köln muss man dagegen schon wissen, dass Neuss bei Düsseldorf liegt und den Hinweisschildern dorthin folgen. Der Kommentar des Kölner Straßenverkehrsamtes dazu: ‚Wir können nicht ausschließen, daß es noch Restschilder [nach Düsseldorf] aus den dreißiger Jahren gibt.‘ Laut Oberbürgermeister Schramma hat die Schilder übrigens auch noch niemand vermisst.“

### Werbung

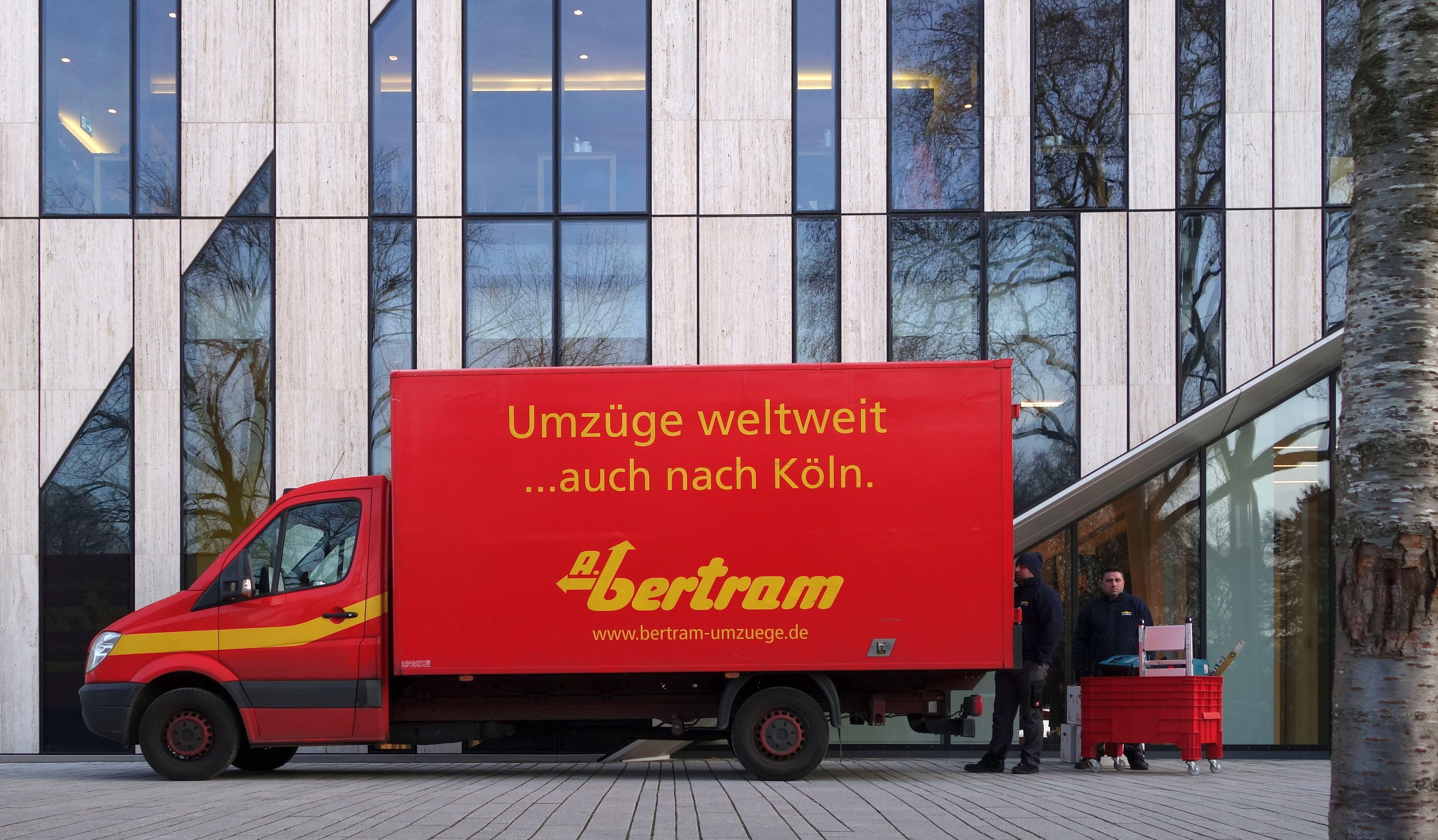
Speditionswagen in Düsseldorf: „Umzüge weltweit …auch nach Köln“, 2016

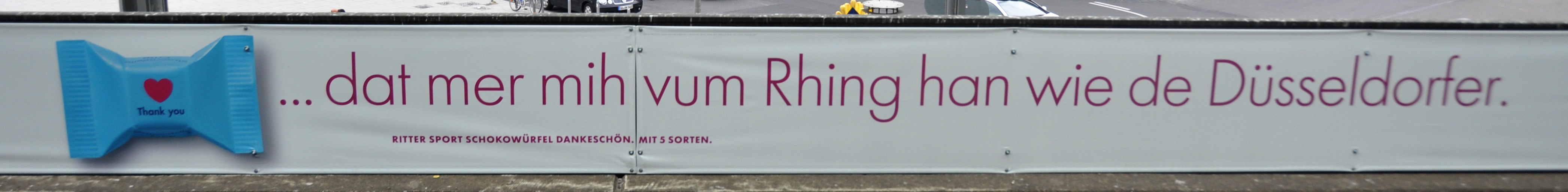
Werbung am Kölner Hauptbahnhof (2017)

Die gegenseitigen Vorurteile zwischen Kölnern und Düsseldorfern werden immer wieder einmal in der Werbung thematisiert.
So wirbt die Kölsch-Brauerei Früh seit Jahren mit Mottos, die immer wieder gegen Düsseldorf, sein Altbier und seine Bewohner zielen, wie etwa mit „Jetzt auch in den wichtigsten Dörfern rund um Köln“, „Kein bißchen Alt“ oder „Zur Entlastung der A3 jetzt auch in Düsseldorf“. Ausgedacht hatte sich die Sprüche eine Werbeagentur aus Düsseldorf. Es folgte eine Gegenkampagne: „Früh übt sich, was ein Alt werden will.“
Auch McDonald’s bediente sich des Themas und warb 2010 in Düsseldorf etwa für McWraps mit dem Spruch „Probieren Sie ihn, bevor ein Kölner es tut.“ In Köln gab es die gleichen Plakate, nur dass aus dem „Kölner“ jetzt ein „Düsseldorfer“ geworden war. Die Internetseite Expedia rief beide Städte zum Punkteduell (Düsseldorf gewann 5:4).
2012 warb der Kölner Zoo selbstironisch um Düsseldorfer Besucher mit dem Motto: „Schaut Euch mal die Kölner Affen an.“ Eine Düsseldorfer Spedition wiederum verspricht „Umzüge weltweit … auch nach Köln“. Ein Online-Bestatter warb am Bahnhof Köln Messe/Deutz auf Plakaten mit der Nachricht: „Jede Stunde stirbt ein Düsseldorfer“, wobei offen bleibt, ob sich die Botschaft an Kölner oder Düsseldorfer richtet.
Die DB Regio NRW ließ 2013 einen Zugbegleiter auf Werbeaushängen zu Wort kommen: „Wenn ich als Kölner täglich nach Düsseldorf fahre, tue ich das nur für Sie!“
Das Verkehren von Fahrzeugen mit der Aufschrift „S-Bahn Köln“ zum Bahnhof Düsseldorf Flughafen Terminal soll laut Solinger Tageblatt in der Landeshauptstadt mit Befremden aufgenommen worden sein.
Eine Discountkette warb 2017 in Düsseldorf mit großen Plakaten: „Zeit, sich zu versöhnen. Kölle Alaaf.“ Die größte Düsseldorfer Tageszeitung fand folgenden Kommentar dazu passend: „Hallo!?! Geht’s noch, ihr Kreativ-Köppe? Versöhnung gut und schön, aber dafür das Unwort an Düsseldorfs Einfallstraßen groß zu plakatieren, ist ja ein Schlag ins Gesicht für Düsseldorfs tolerante Jecken“.

## Bilanzen
In dem Buch Düsseldorf – Köln aus dem Jahr 2012, dem bisher einzigen wissenschaftlichen Werk, das sich dem Thema der Rivalität zwischen den beiden Großstädten widmet, zieht der Historiker und ehemalige Leiter des Düsseldorfer Stadtarchivs, Clemens von Looz-Corswarem, das Fazit:

„Düsseldorf und Köln sind heute zwei […] gleich gewichtige Städte. […] Im historischen Vergleich hat Düsseldorf in den vergangenen drei Jahrhunderten die größere wirtschaftliche Leistung erbracht. Köln konnte hingegen seine historisch gewachsene kulturelle Eigenart bewahren (wobei sich „kulturell“ keineswegs nur auf die Hochkultur bezieht), was zur Entstehung einer besonderen Lebensqualität geführt hat.“

Horst A. Wessel (ein gebürtiger Bonner, der zunächst in Köln und dann in Düsseldorf arbeitete) wiederum resümiert die Unterschiede und ihre Folgen:

„Düsseldorf ist feiner und abgehobener, Köln volkstümlicher, gemütlicher. Was die beiden Städte, die in erster Linie ‚rheinisch‘ sind, unterscheidet, das sind hauptsächlich ihre historisch geprägten Eigenheiten und vor allem Geschichte. Darauf ist die Identifikation und das Selbstbewusstsein ihrer Einwohner gegründet – und daraus erwächst auch ein guter Teil ihrer ‚Rivalität‘. Im Übrigen ist man pragmatisch genug, dann zusammenzuarbeiten, wenn es dem gemeinsamen Nutzen dient, hingegen dann den Spannungsbogen aufzubauen, wenn es die Selbstfindungskräfte stärkt, ohne dem anderen wirklich weh zu tun […].“